# Helmut Wolf
Helmut Wolf (Bressanone, 5 gennaio 1968 – Renon, 9 ottobre 2013) è stato uno sciatore alpino italiano paralimpico, vincitore di 2 medaglie paralimpiche e di 3 medaglie mondiali.

## Biografia
Nato a Bressanone e figlio di Klaus Wolf (1935-2018), imprenditore originario di Landeshut, conseguì il diploma in economia aziendale a Bressanone e iniziò a lavorare nell'azienda di famiglia specializzata nella produzione di finestre; fu reso paraplegico da un gravissimo incidente stradale all'età di 18 anni e durante la riabilitazione iniziò a praticare diversi sport paralimpici.

### Carriera sciistica
Esordì ai Giochi paralimpici invernali a Tignes 1992, dove si classificò 4º nella discesa libera, 6º nel supergigante, 5º nello slalom gigante e 7º nello slalom speciale; due anni dopo ai VI Giochi paralimpici invernali di Lillehammer 1994 vinse la medaglia d'argento nella discesa libera e nel supergigante (primo atleta italiano paraplegico a salire sul podio), si piazzò 4º nello slalom gigante e non completò lo slalom speciale
Ai Mondiali di Lech 1996 conquistò la medaglia di bronzo nello slalom gigante e fu 5º nel supergigante; ai VII Giochi paralimpici invernali di Nagano 1998, sua ultima presenza paralimpica, si classificò 9º nella discesa libera, 4º nel supergigante, 5º nello slalom speciale e non completò lo slalom gigante e ai Mondiali di Anzère 2000, suo congedo agonistico, vinse la medaglia di bronzo nella discesa libera e nello slalom gigante e si piazzò 4º nel supergigante.

### Altre attività
Residente a Naz-Sciaves e poi a Renon, terminata l'attività agonistica si impegnò nell'azienda di famiglia, nel volontariato e in diverse associazioni per promuovere l'avviamento allo sport delle persone disabili, con progetti anche in Romania e Moldavia; malato di cancro, morì il 9 ottobre 2013 a Renon.

## Palmarès

### Paralimpiadi
- 2 medaglie[3]:
  - 2 argenti (discesa libera, supergigante a Lillehammer 1994)

### Mondiali
- 5 medaglie[4]:
  - 3 bronzi (slalom gigante a Lech 1996; discesa libera, slalom gigante ad Anzère 2000)